# Revolta Malabar

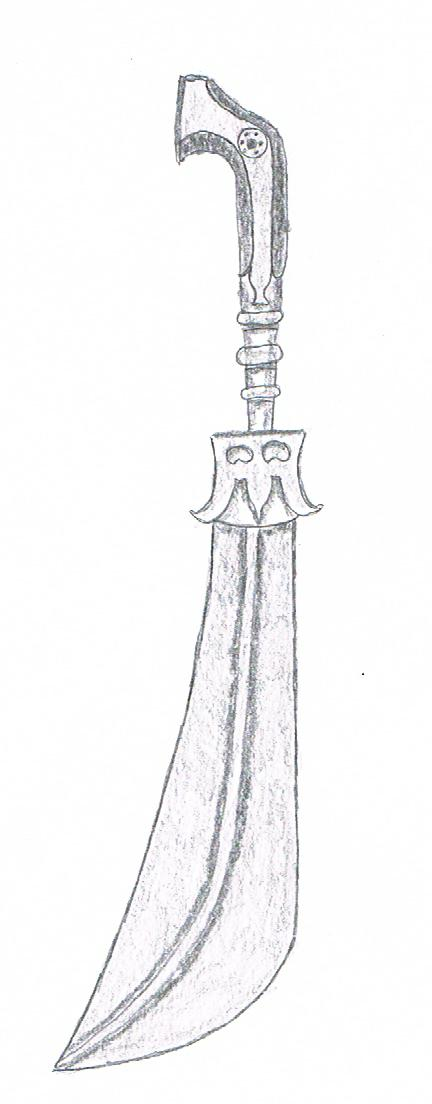
Espasa mappila

La Revolta Malabar (anglès "Moplah Rebellion" o "Moplah Riots", malaiàlam "മാപ്പിള ലഹള" Māppiḷa Lahaḷa) fou una rebel·lió dels mappila a l'Índia del Sud el 1921 durant l'època colonial del Raj Britànic.

## Història
Fou la rebel·lió més important dels mappila (anomenats moplah en els documents britànics), poble musulmà de la costa Malabar. Representà la culminació d'un procés d'opressió social i colonial. Els mappiles, poble tradicionalment pacífic fou influenciat durant el segle XVIII per les polítiques religioses militants de Mysore durant els regnes de Haidar Ali i Tippu Sultan. La victòria britànica sobre Mysore el 1792 va pacificar la zona i a partir de llavors les autoritats britàniques varen adoptar polítiques de deferència vers les autoritats locals hindús i de desconfiança vers els musulmans de la zona, inclosos els mappiles. Aquests, decebuts i irritats per l'actitud de les autoritats colonials, varen fer no menys de 51 rebel·lions entre 1921 i 1921.
La revolta de 1921 va ser el desenllaç final de la sèrie de petites revoltes frustrades i va tenir un caràcter radical musulmà. Els mappila pensaven que matar a un terratinent era un mèrit religiós i afavoria llur causa; la mort combatent un estat colonial en un gihad assegurava els beneficis del martiri.
Després de sis mesos de disturbis, sobretot a la ciutat de Manjeri a la zona de Malappuram, els anglesos van ofegar la revolta amb determinació i contundència i la zona es va pacificar.